# Maine
Maine este un stat situat în regiunea cunoscută ca Noua Anglie (conform originalului, New England) din nord-estul Statelor Unite ale Americii. Este porțiunea extrem nordică Noii Anglii și extrem estică a Uniunii. Statul Maine, care a devenit ce de-al douăzeci și treilea stat al Uniunii la 5 martie 1820, este faimos pentru peisajul său costal, pădurile sale și pentru bucătăria sa. 

## Geografie

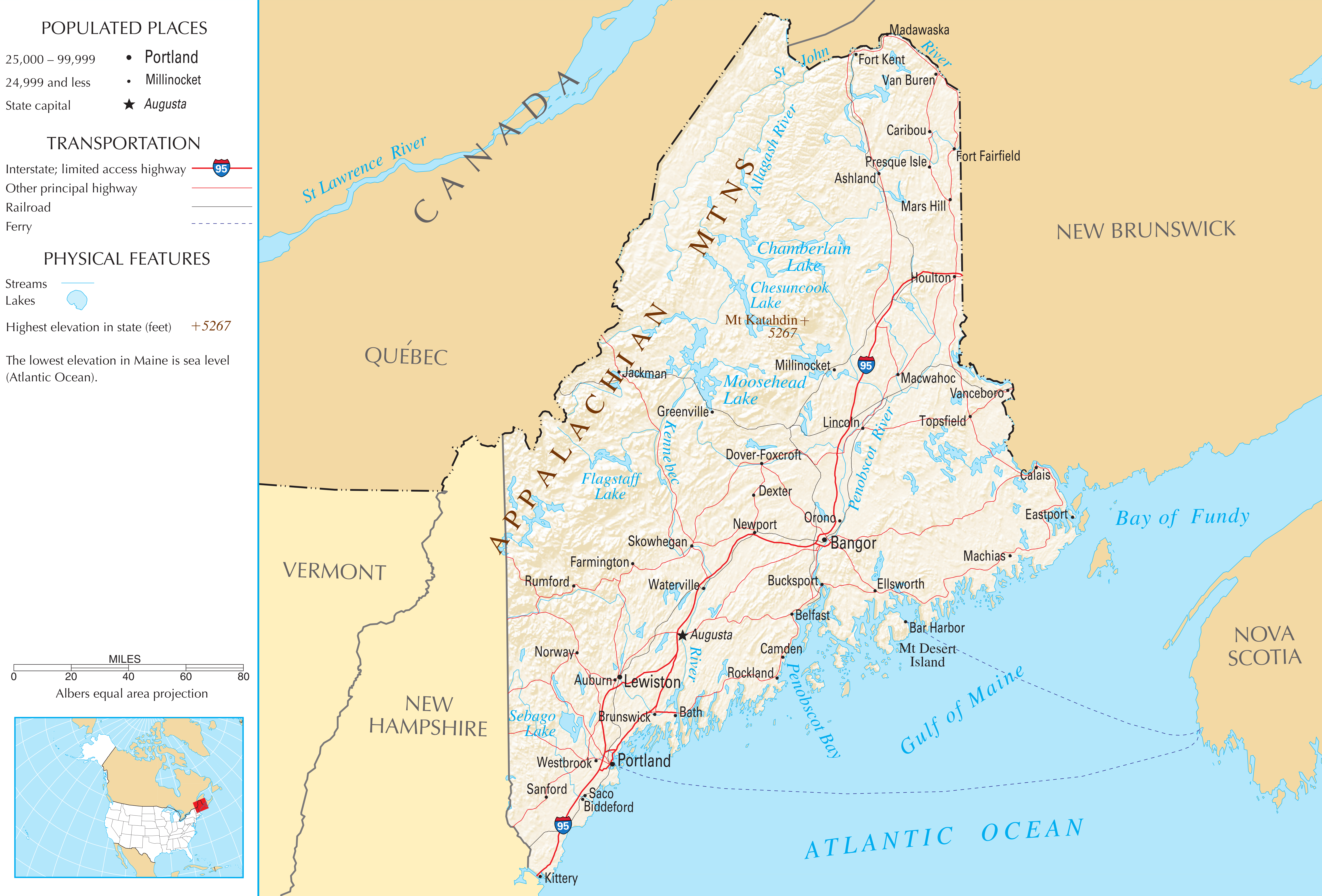

La sud și est, Maine are ieșire la Oceanul Atlantic, iar la nord și nord-est se învecinează cu provincia canadiană New Brunswick. La nord-vest, se învecinează cu provincia Quebec din aceeași țară. Maine este cel mai nordic și cel mai mare stat din New England, reprezentând aproape jumătate din suprafața acestei regiuni istorice. Maine este, de asemenea, singurul stat al SUA care se învecinează cu un singur alt stat (New Hampshire, la vest). Maine este cel mai estic stat al SUA, atât ca puncte de extrem, cât și ca centru geografic. Eastport este cel mai estic oraș al SUA, iar Lubec este cea mai estică localitate. Localitatea Estcourt Station este cel mai nordic punct al statului Maine, precum și cel mai nordic punct al New Englandului.
Lacul Moosehead din Maine este cel mai mare lac aflat în întregime în New England, întrucât Lacul Champlain se află între statele Vermont și New York. Muntele Katahdin reprezintă capătul nordic al Drumului Apalașilor, care începe la Muntele Springer, din Georgia, dar și capătul sudic al noului Drum Internațional al Apalașilor, care, odată terminat, va duce până la Belle Isle, Newfoundland și Labrador.
Maine prezintă și alte trăsături geografice unice. Insaul Machias Seal și North Rock, aflate dincolo de punctul estic extrem, sunt revendicate de SUA și Canada, fiind una dintre cele patru regiuni aflate încă în dispută și singura dintre acestea care conține uscat. În această zonă se află și Old Sow, cel mai mare vârtej din emisfera vestică.
Maine este cel mai rarefiat populat stat al SUA de la est de fluviul Mississippi. Este poreclit „Pine Tree State” („Statul Brazilor”), deoarece nouăzeci la sută din suprafața sa este împădurită. Pădurile din interior acoperă mult teren nelocuit, din care unele zone nu sunt organizate administrativ-teritorial (ceva rar în New England). De exemplu, teritoriul neorganizat Northwest Aroostook, Maine din nordul statului, are o suprafață de 6.910 km² și o populație de 27 de locuitori, de unde rezultă o densitate de un locuitor la 260 km².
Maine se află în biomul pădurilor temperate de foioase și de amestec. Zona din apropierea coastei Atlanticului este acoperită de păduri de stejar din pădurile de coastă ale nord-estului SUA. Restul statului, inclusiv Pădurile de Nord, sunt acoperite de pădurile New Englandului și Acadiei.
Maine are aproape 400 km de linie de coastă. West Quoddy Head este cea mai estică bucată de pământ din cele 48 de state contigue ale SUA. De-a lungul celebrei coaste stâncoase a Maine-ului se află faruri, plaje, sate pescărești și sute de insule, inclusiv Isles of Shoals, aproape de granița cu New Hampshire. Sunt multe stânci abrupte și ascuțite și multe golfuri.
Geologii au descris tipul de peisaj din Maine, caracterizat de dealuri împădurite care ajung până la mare, drept coastă înecată, în care nivelul mării în creștere a invadat foste forme de relief de pe uscat, dând naștere la golfuri din văi și insule din vârfuri de dealuri sau munți.
Multe din trăsăturile geografice ale statului Maine au fost produse de activitatea intensivă a ghețarilor la sfârșitul ultimei ere glaciare. Printre cele mai cunoscute forme de relief glaciar se numără strâmtoarea Somes și Bubble Rock. Croită de ghețari, strâmtoarea Somes este considerată a fi singurul fiord de pe coasta de est și atinge adâncimi de 50 m. Adâncimea mare și marginile abrupte permit navigarea vaselor mari de-a lungul intregii lungimi a strâmtorii. Bubble Rock este o stâncă mare aflată la marginea Muntelui Bubble din Parcul Național Acadia. Analizând tipul de granit, geologii au descoperit că ghețarul a adus Bubble Rock din orașul Lucerne aflat la 45 km depărtare.

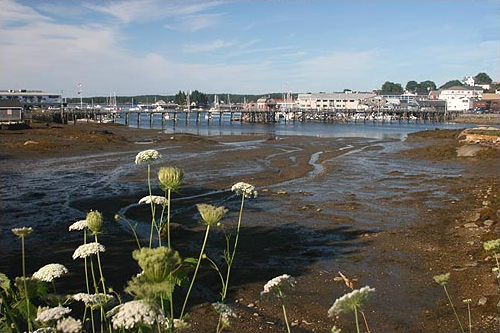
Boothbay Harbor

Parcul Național Acadia este singurul parc național din New England.
Printre zonele protejate aflate sub gestiunea National Park Service se numără:
- Parcul Național Acadia de lângă Bar Harbor
- Drumul Apalașilor
- Cultura acadiană Maine din St. John Valley
- Parcul Internațional Roosevelt Campobello de lângă Lubec
- Situl Istoric Internațional Saint Croix Island de la Calais

## Administrație
Statul federal Maine este împărțit în 16 comitate:
- Androscoggin
- Aroostook
- Cumberland
- Franklin
- Hancock
- Kennebec
- Knox
- Lincoln
- Oxford
- Penobscot
- Piscataquis
- Sagadahoc
- Somerset
- Waldo
- Washington
- York

## Demografie

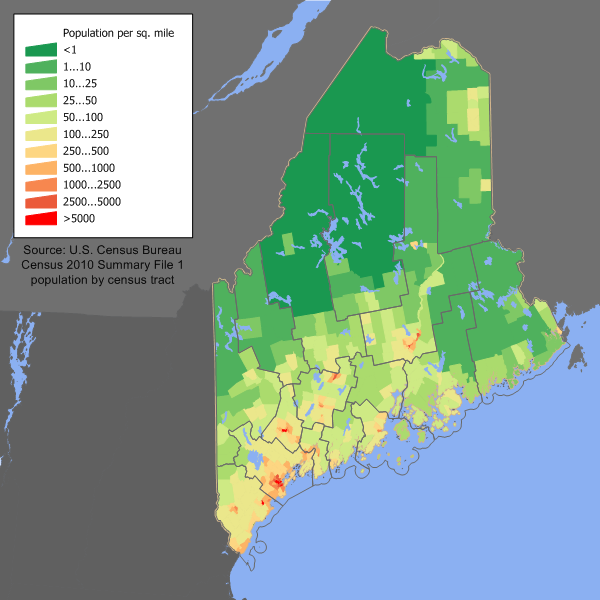
Densitatea populației statului Maine

### 2010
Populația totală a statului în 2010: 1,328,361 
Structura rasială în conformitate cu recensământul din 2010:
- 95.2% Albi (1,264,971)
- 1.2% Negri (15,707)
- 0.6% Americani Nativi (8,568)
- 1.0% Asiatici (13,571)
- 0.0% Hawaieni Nativi sau locuitori ai Insulelor Pacificului (342)
- 1.6% Două sau mai multe rase (20,941)
- 0.3% Altă rasă (4,261)
- 1.3% Hispanici sau Latino (de orice rasă) (16,935)

## Educație

### Colegii și universități
| - Bangor Theological Seminary - Bates College - Beal College - Bowdoin College - Colby College - College of the Atlantic - Husson College - Maine College of Art - Central Maine Community College - Kennebec Valley Community College - Eastern Maine Community College - Northern Maine Community College - Southern Maine Community College - Washington County Community College - York County Community College | - Maine Maritime Academy - St. Joseph's College - Thomas College - Unity College - University of Maine System - University of Maine at Augusta - University of Maine at Farmington - University of Maine at Fort Kent - University of Maine at Machias - University of Maine - University of Maine at Presque Isle - University of Maine School of Law - University of Southern Maine - University of New England |

## Vedeți și
- Listă de comitate din statul Maine
- Listă de drumuri din statul Maine
- Listă de localități din Maine
- Listă de locuri de drumețit din statul Maine
- Listă de orașe din statul Maine
- Listă de parcuri din statul Maine
- Listă de sate din Maine
- Listă a locurilor desemnate de recensământ din Maine
- Listă de oameni din statul Maine
- Listă de subiecte referitoare la statul Maine
- Listă de orașe din Statele Unite ale Americii
- Listă de pictori din statul Maine
- Fauna statului Maine
- Listă de coduri poștale din statul Maine
- Listă de sedii ale comitatelor statului Maine
- Maine, strămoș din Dinastia irlandeză (Irish dynasty) - The Ui Maine